# Zentropa
Zentropa (ook Zentropa Entertainments) is een Deense filmproductiemaatschappij die in 1992 werd opgericht door regisseur Lars von Trier en filmproducent Peter Aalbæk Jensen. Hij is genoemd naar de spoorwegmaatschappij Zentropa uit de film Europa, waarmee de samenwerking tussen Von Trier en Jensen begon.
Het bedrijf heeft meer dan 70 speelfilms geproduceerd en is uitgegroeid tot de grootste filmproductiemaatschappij in Scandinavië. Zentropa bezit een aantal dochterondernemingen in Europa en is ook verantwoordelijk voor de oprichting van een groot studiocomplex genaamd Filmbyen ('Filmstad'), waar zowel Zentropa als vele andere filmgerelateerde bedrijven zijn gevestigd.
Zentropa is misschien wel het meest bekend vanwege het creëren van de Dogma 95-beweging, wat leidde tot veelgeprezen films als Idioterne (1998), Festen (1998) en Mifunes sidste sang (1999).